# 雅各布·马耶尔斯基
雅各布·马耶尔斯基（波蘭語：Jakub Majerski，2000年8月18日—），波兰男子游泳运动员，2018年夏季青年奥林匹克运动会男子4×100米混合泳接力铜牌、2022年欧洲游泳锦标赛男子100米蝶泳铜牌得主、2024年世界游泳锦标赛男子100米蝶泳铜牌得主。